# يوهان فان هيرك
يوهان فان هيرك مواليد 24 مايو 1974 في بلجيكا، هو لاعب كرة مضرب بلجيكي سابق بدأ مسيرته كمحترف سنة 1993 وكان يلعب باليد اليمنى. أعلى تصنيف له في الفردي كان المركز الـ 65 في سنة 1997.

## النهائيات

### الفردي: (8)
| الرقم | السنة | الدورة                     | الأرضية | المنافس في النهائي | النتيجة في النهائي |
| ----- | ----- | -------------------------- | ------- | ------------------ | ------------------ |
| 1.    | 1995  | مندوزا                     | ترابية  | خوان ألبرت فيلكا   | 7–6, 6–1           |
| 2.    | 1995  | مونتوبان، فرنسا            | ترابية  | فويتك كوالسكي      | 6–4, 4–6, 6–3      |
| 3.    | 1995  | أوستند، بلجيكا             | ترابية  | فريدريك فونتانج    | 6–3, 6–2           |
| 4.    | 1996  | بروما، السويد              | صلبة    | يان أبيل           | 6–3, 7–5           |
| 5.    | 1997  | برمودا                     | ترابية  | سركيس سركيسيان     | 6–1, 4–6, 6–0      |
| 6.    | 1997  | برمنغهام، الولايات المتحدة | ترابية  | تومي هاس           | 7–6, 6–7, 6–4      |
| 7.    | 1997  | بريست                      | صلبة    | سيباستيان غروسجان  | 4–6, 6–2, 6–4      |
| 8.    | 2000  | تامبيري، فنلندا            | ترابية  | أوليفييه موتيس     | 6–3, 6–2           |

## روابط خارجية
- يوهان فان هيرك على موقع رابطة محترفي التنس (الإنجليزية)
- يوهان فان هيرك على موقع الاتحاد الدولي لكرة المضرب (الإنجليزية)
- يوهان فان هيرك على موقع كأس ديفيز (الإنجليزية)
- يوهان فان هيرك على موقع خلاصة التنس.كوم (الإنجليزية)